# Wagoner (Oklahoma)
Pour les articles homonymes, voir Wagoner.
La ville de Wagoner est le siège du comté de Wagoner, dans l’État de l’Oklahoma, aux États-Unis. Sa population s’élevait à 8 323 habitants lors du recensement de 2010, estimée à 8 713 habitants en 2015.

## Histoire
Wagoner a été la première ville à être incorporée dans le Territoire indien, le 4 janvier 1896.